# Liste der brasilianischen Botschafter in Indonesien
Die brasilianische Botschaft in Indonesien befindet sich in der 16. Etage des Menara Mulia Building in Jakarta.
| Ernannt/Akkreditiert | Name                                                    | Bemerkungen                           | ernannt von               | akkreditiert bei         | Posten verlassen |
| -------------------- | ------------------------------------------------------- | ------------------------------------- | ------------------------- | ------------------------ | ---------------- |
| 1953                 | Francisco José Novais Coelho                            | Geschäftsträger                       | Getúlio Vargas            | Sukarno                  | 1954             |
| 1954                 | Adolpho Justo Bezerra de Menezes                        | Geschäftsträger                       | João Café Filho           | Sukarno                  |                  |
| 2. Nov. 1954         | Oswaldo Trigueiro de Albuquerque Mello                  |                                       | Juscelino Kubitschek      | Sukarno                  | 31. Jan. 1958    |
| 1956                 | Adolpho Justo Bezerra de Menezes                        | Geschäftsträger                       | Juscelino Kubitschek      | Sukarno                  |                  |
| 1956                 | José Leal Ferreira Júnior                               | Geschäftsträger                       | Juscelino Kubitschek      | Sukarno                  |                  |
| 4. Sep. 1958         | Ildefonso Falcão                                        |                                       | Juscelino Kubitschek      | Sukarno                  | 1. Nov. 1956     |
| 1956                 | José Leal Ferreira Júnior                               | Geschäftsträger                       | Juscelino Kubitschek      | Sukarno                  | 1959             |
| 22. Dez. 1958        | Rubens Ferreira de Mello                                |                                       | Juscelino Kubitschek      | Sukarno                  | 2. Dez. 1960     |
| 1960                 | Asdrúbal Pinto de Ulyssés                               | Geschäftsträger                       | Juscelino Kubitschek      | Sukarno                  | 1961             |
| 2. Aug. 1951         | Josias Carneiro Leão                                    |                                       | Getúlio Vargas            | Sukarno                  | 30. Jan. 1965    |
| 1965                 | Raul José de Sá Barboza                                 | Geschäftsträger                       | Humberto Castelo Branco   | Sukarno                  | 1968             |
| 4. Nov. 1958         | Antônio Mendes Viana                                    |                                       | Juscelino Kubitschek      | Sukarno                  | 11. Mai 1970     |
| 1969                 | Hélder Martins de Moraes                                | Geschäftsträger                       | Emílio Garrastazu Médici  | Sukarno                  | 1970             |
| 1970                 | Arthur Pimenta Valente                                  | Geschäftsträger                       | Emílio Garrastazu Médici  | Sukarno                  | 1971             |
| 1. Jan. 1975         | Leonardo Eulálio do Nascimento e Silva                  |                                       | Ernesto Geisel            | Hamengkubuwono IX.       | 17. Mai 1975     |
| 18. Mai 1975         | Bernardino Raimundo da Silva                            | Geschäftsträger                       | Ernesto Geisel            | Hamengkubuwono IX.       | 25. Mai 1975     |
| 26. Mai 1975         | Leonardo Eulálio do Nascimento e Silva                  |                                       | Ernesto Geisel            | Hamengkubuwono IX.       | 31. Dez. 1975    |
| 17. Apr. 1986        | André Guimarães mit Botschafterin Maria Lúcia Guimarães |                                       | José Sarney               | Umar Wirahadikusumah     | 1994             |
| Juni 1999            | Jadiel Ferreira de Oliveira                             |                                       | Fernando Henrique Cardoso | Abdurrahman Wahid        |                  |
| 2002                 | Carlos Eduardo Sette Câmara da Fonseca Costa            |                                       | Fernando Henrique Cardoso | Megawati Sukarnoputri    | 18. Apr. 2005    |
| Okt. 2005            | Edmundo Sussumu Fujita                                  |                                       | Luiz Inácio Lula da Silva | Susilo Bambang Yudhoyono | Apr. 2009        |
| 23. Apr. 2009        | Manuel Innocencio de Lacerda Santos Júnior              | (* 30. Januar 1955 in Rio de Janeiro) | Luiz Inácio Lula da Silva | Boediono                 |                  |
| 1. Apr. 2011         | Paulo Roberto da Silveira Soares                        | auch bei der ASEAN akkreditiert       | Dilma Rousseff            | Boediono                 |                  |
|                      | Rubem Antônio Corrêa Barbosa                            |                                       |                           |                          |                  |